# Datorspelsåret 1993

## Trender
- Så kallade bytesbutiker är populära i Sverige, vilket väcker debatt.

## Händelser
- Nintendo of Japan visar upp en vinst på motsvarande 10 miljarder svenska kronor, vilket gör företaget till Japans näst lönsammaste.[1]

### Mars
- Mars - I Sverige startas speltidningen "Super Power", till en början fokuserad på Nintendo.

### April
- 19 april - SEGA:s Mega-CD lanseras i Australasien och Europa.

### Juni
- Juni - Onlinetjänsten Sega Channel till Sega Mega Drive lanseras i Japan.[2]
- 15 juni - I Sverige debuterar TV-spelsprogrammet Funhouse i ZTV.

### Augusti

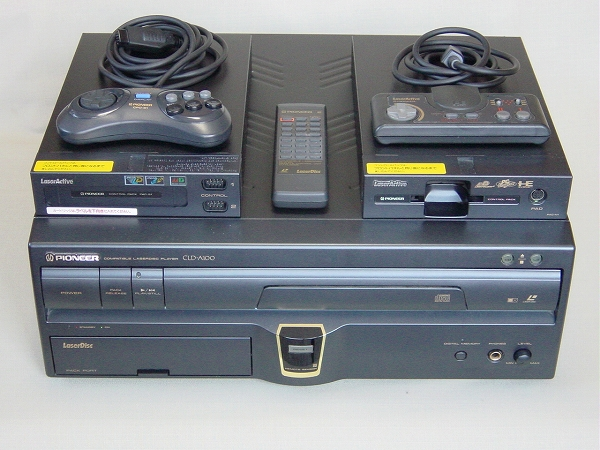
Pioneer Laseractive

- 20 augusti - Pioneer Laseractive lanseras i Nordamerika.

### September

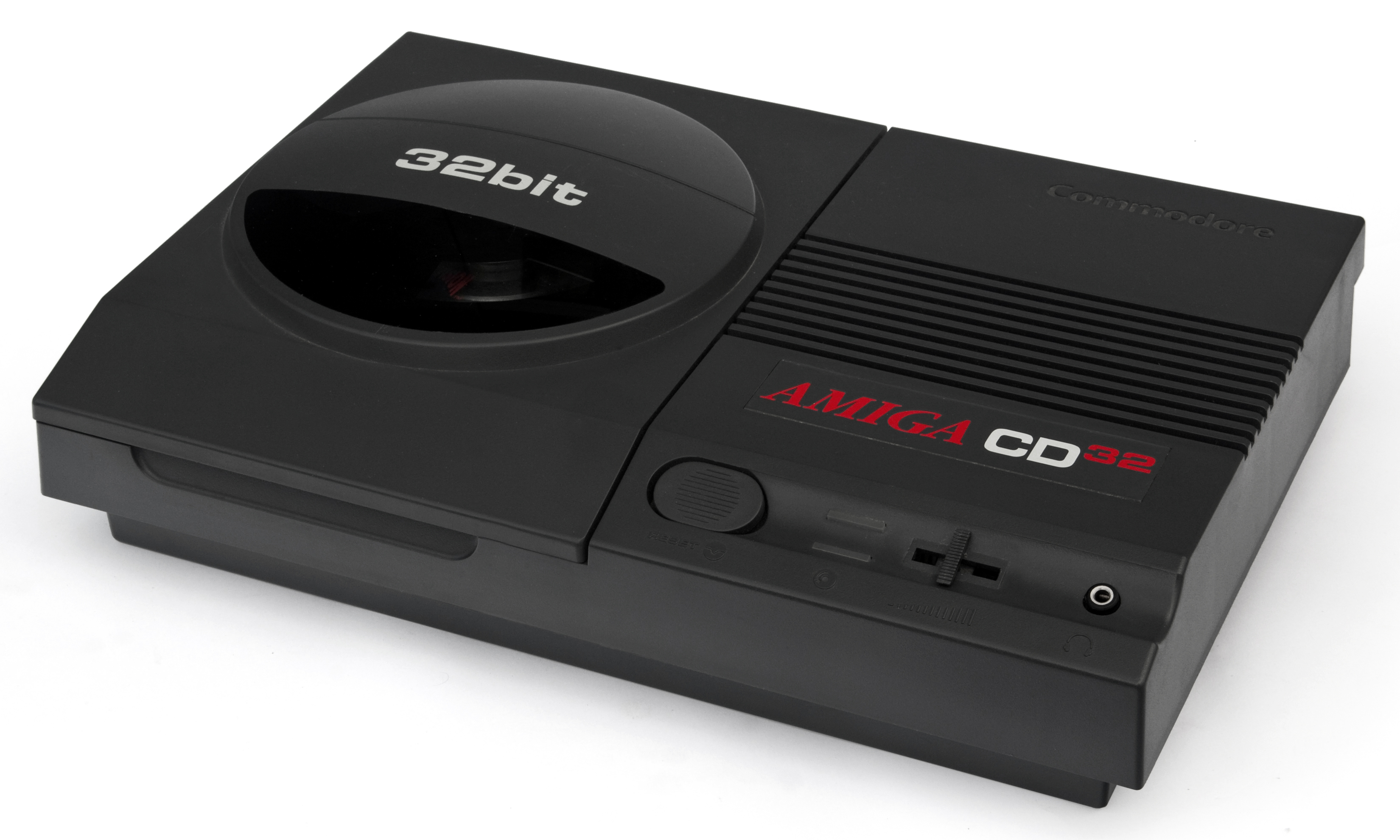
Amiga CD32

- 17 september - Amiga CD32 lanseras i Nordamerika.

### Oktober
- Oktober - Nintendo och Silicon Graphics meddelar att man under året börjat samarbeta med "Project Reality".[3]

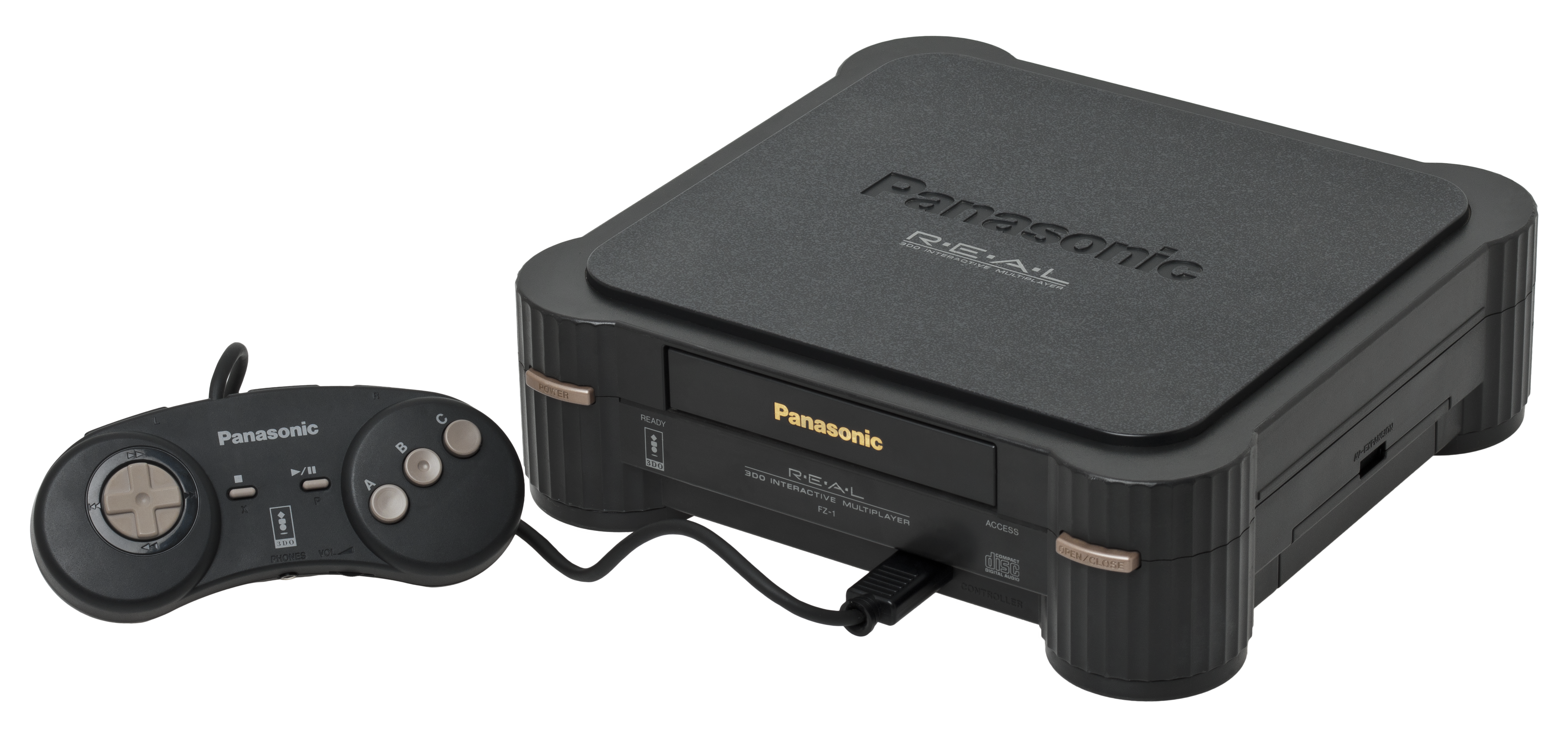
3DO

- 4 oktober - 3DO lanseras i Nordamerika.

### November

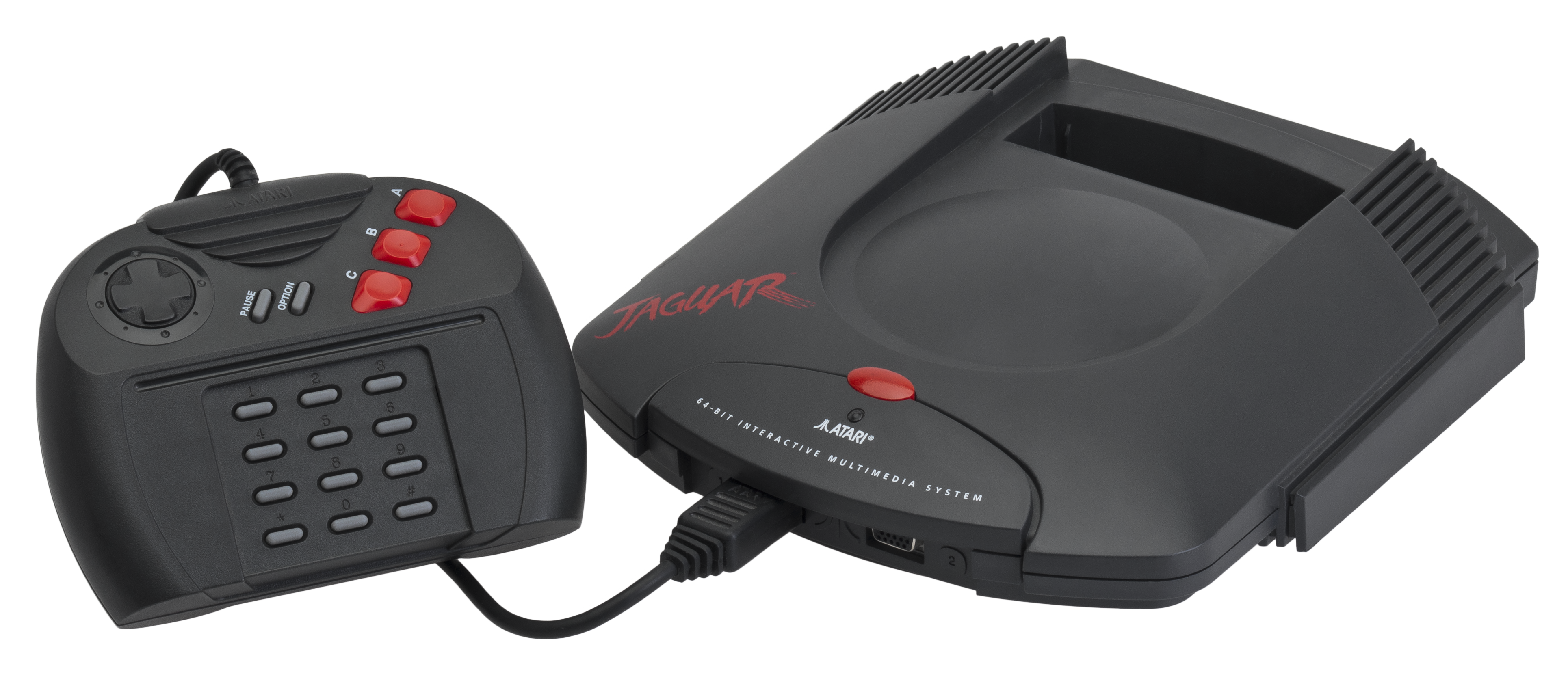
Atari Jaguar

- 21 november - Atari Jaguar lanseras i Nordamerika.

### December
- 7 december - I USA:s senat hålls en utfrågning om våldsamma dator- och TV-spel.[4][5]

### Okänt datum
- Slutet av året - Efter sju ensamma år för Bergsala på den svenska Nintendospelsmarknaden börjar Sony ge ut spel till Nintendokonsoler.[6]
- Midway Games lanserar sitt fightingspel "Mortal Kombat" från 1992 till flera hemkonsoler, vilket väcker nytt liv i debatten om våldsamma spel. Nintendo väljer att censurera bort de grövsta våldsamheterna, medan Sega sätter åldersgräns.
- Magnavox köps upp av Carlyle Group
- Microprose Inc. upp av Spectrum Holobyte
- nVidia Corporation, Take-Two Interactive Software Inc., Croteam Ltd. bildas.
- Video Information System lanseras
- Nintendo lanserar en ny NES, där spelkassetten sätts in på ovansidan i stället för framsidan.

## Spel släppta år1993

### Game Boy
- Juni: The Legend of Zelda: Link's Awakening
- Mortal Kombat
- Teenage Mutant Ninja Turtles III: Radical Rescue

### NES
- Kirby's Adventure
- Mario is Missing!

### MS-DOS
- Doom
- NHL 94
- SimCity 2000

### Macintosh
- SimCity 2000

### Z-machine
- Curses

### Sega Mega Drive
- Mortal Kombat
- Sonic the Hedgehog Spinball
- NHL 94

### Super NES
- 4 juni: I Sverige lanseras spelet Starwing till Super NES på ettårsdagen av lanseringen av Super NES i Sverige den 4 juni 1992.
- Mortal Kombat
- NHL 94

## Födda
- 8 oktober – Molly Quinn, spelskådespelare.
- 11 december – William Corkery, amerikansk spelröstskådespelare.

### Fotnoter
1. ↑  ”Super Power” (på svenska). Super Power (Solna) (3 1994). 1994. Läst 26 april 2014.
2. ↑  ”Sega Channel To Offer Games Via Cable Tv” (på engelska). Sun Sentinel. 28 april 1993. Arkiverad från originalet den 13 december 2013. https://web.archive.org/web/20131213040029/http://articles.sun-sentinel.com/1993-04-28/business/9302080600_1_sega-channel-sega-cd-sega-genesis. Läst 18 maj 2015.
3. ↑  O'Leary, Jay (1 oktober 1993). ”Learning to fly.”. AllBusiness.com. http://www.allbusiness.com/technology/384706-1.html. Läst 27 januari 2010.
4. ↑  ”Tumme med ultravåldet” (på svenska). Svenska Dagbladet. 29 november 2002. https://www.svd.se/a/2f49a835-6e75-3a4c-9743-2fdac4a3030b/tumme-med-ultravaldet. Läst 14 april 2022.
5. ↑  Ray Barnholt (18 mars 2010). ”Things I Learned From the 1993 Game Violence Senate Hearing” (på engelska). 1 Up. Arkiverad från originalet den 22 maj 2014. https://web.archive.org/web/20140522052840/http://www.1up.com/do/blogEntry?bId=9024059. Läst 2 maj 2014.
6. ↑  ”Sony slår sig in på Nintendomarknaden” (på svenska). Nintendomagasinet (Kungsbacka: Atlantic) (1 1994):  sid. 30-31. januari 1994. Läst 30 april 2014.